# Livscykelkostnadsanalys
Livscykelkostnadsanalys (life-cycle costing) är resultatet av en ekonomisk analys (life-cycle cost, LCC) där totala kostnader och intäkter för ett system eller en produkt sammanställs över dess livslängd. LCC kan användas för utvärdering av olika alternativ vid utveckling, offertgivning, konstruktion eller underhåll av produkten under dess livslängd. LCC kan ingå i kontrakt för utvärdering av projektet i dess verifieringsfas  När LCC används i kontrakt mellan en kund och en leverantör begränsas omfattningen till det som ingår i leverantörens ansvarsområde och som är möjligt att verifiera. Kunden definierar randparametrar som till exempel livslängd, mantimkostnad för underhåll, specifik bränslekostnad eller effektiv ränta för nuvärdesberäkning. Ett överenskommet verktyg (dataprogram) användes för utvärdering av kontraktet.

## Definitioner
Standard för LCC: IEC 60300-3-3 (2004), Dependability management - Part 3-3: Application guide - Life cycle costing. 
Också fastställd som svensk standard SS-EN 60300-2-2. Standardiseringsorgan är SEK Svensk Elstandard.

## Varianter av LCC
Livscykelanalys (Life Cycle Analysis, LCA), använder delvis samma underlag som LCC, men LCA fokuserar på miljöpåverkan. Life Cycle Profit (LCP) är besläktat med LCC men fokuserar på vinsten under projektets tid.

## Fallstudier

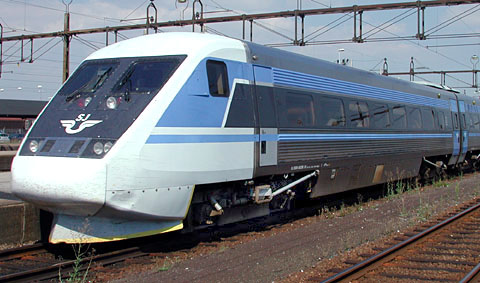
X2000-tåget som det såg ut vid LCC-verifieringen

Tågprojektet X 2000 från 1984 var banbrytande för LCC-teknikens användning i Sverige. Leverantör av X 2000 är Bombardier Transportation (tidigare ASEA / ABB / Adtranz) och kund Statens Järnvägar (SJ). LCC används ofta i kontrakt av järnvägsutrustning i Norden, av Försvarets materielverk (FMV), sjukhus, byggbranschen m.fl. företag. Forskning på LCC bedrivs vid flera universitet eller högskolor, till exempel: Luleå tekniska universitet (LTU), Lunds tekniska högskola (LTH). Konsultfirman Systecon bedriver utbildning och har utvecklat en LCC-analysprogramvara (CATLOC). 
Elektrifieringen av malmbanan är kanske det äldsta ”LCC-kontraktet”. Det undertecknades den 23 juli 1910 mellan å ena sidan Kungliga järnvägsstyrelsen och å andra sidan Allmänna Svenska Elektriska AB (Sedermera Asea) och Siemens-Schuckert. Kontraktet avsåg leverans av 15 ellok till malmbanan: 13 lok för malm- och godstrafik och 2 lok för snälltågs- och persontrafik med tillhörande elektrifiering bestående av kontaktledningar och transformatorstationer. Elen levererades av det nybyggda Porjus kraftverk. Malmbanan hade hittills trafikerats med ånglok. I kontraktsvillkoren ingår förutom sedvanliga tekniska specifikationer även krav på tillgänglighet (se driftsäkerhet) och kostnad för energiåtgång och underhåll (se underhållsteknik). Leverantörerna är ersättningsskyldiga för underhållskostnad som överskrider kontraktsvärdet beräknat på 20 års drift. Om kontraktet inte uppfyllts kunde leverantörerna i värsta fall bli tvungna att nedmontera kontaktledningen, återta levererad utrustning och återbetala hela kontraktsvärdet. Garantierna var så långtgående att ASEAS existens skulle ha hotats om det hade skett. Projektet genomfördes och godkändes. Anläggningen togs i drift och invigdes 1915.